# Ridderorden in Pakistan
Pakistan werd in 1947 onafhankelijk maar het land was een dominion en de Britse koningen bleven tot 1957 staatshoofd. In deze jaren werd gebruikgemaakt van het Britse decoratiestelsel zoals de Orde van het Britse Rijk en de Orde van Sint-Michaël en Sint-George. De uitroeping van de republiek op 23 maart 1956 maakte de weg vrij voor Pakistaanse orden.
De Orde van Pakistan (Nishan-I-Pakistan) 1957
- - De keten van de Orde van Pakistan 1986
  - De Orde van Pakistan (Nishan-i-Pakistan of Order of Pakistan) 1957
  - De Halve Maan van Pakistan (Hilal-i-Pakistan of Order of Pakistan) 1957
  - De Ster van Pakistan (Sitara-i-Pakistan of Order of Pakistan) 1957
  - De Medaille van Pakistan (Tamgha-i-Pakistan of Order of Pakistan) 1957

Men kan deze vier orden ook als de graden van de "Nishan-I-Pakistan" beschouwen. Andere Pakistaanse orden zijn:
- De Orde van de Grote Leider (Nishan-i-Quaid-i-Azam of Order of the Great Leader) 1957
- De Orde van Verdienste (Nishan-i-Khidmat of Order of Service) 1957
- De Orde van Haider ("Nishan-i-Haider" of Order of Haider) 1957
- De Orde van Moed (Nishan-i-Shujaat of Order of Bravery) 1957
- De Orde van Goede Diensten (Nishan-i-Imtiaz of Order of Performance) 1957

## Ridderorden in de vorstenstaten
Net als in India zijn een aantal van de onafhankelijke vorstendommen in het vroegere Brits-Indië, geregeerd door Nizams en Maharadja's, in Pakistan opgenomen. De vorstenstaten verloren hun soevereiniteit. Een aantal van deze staten had eigen ridderorden. Zie daarvoor de Ridderorden in Brits-Indië